# Mount Egerton
Mount Egerton – miasto w Australii, w stanie Wiktoria.